# Araeopus meridionalis
Araeopus meridionalis är en insektsart som beskrevs av Haupt 1924. Araeopus meridionalis ingår i släktet Araeopus och familjen sporrstritar. Inga underarter finns listade i Catalogue of Life.